# Thomisops
Genre
Thomisops est un genre d'araignées aranéomorphes de la famille des Thomisidae.

## Distribution
Les espèces de ce genre se rencontrent en Afrique et en Asie de l'Est.

## Liste des espèces
Selon World Spider Catalog (version 18.0, 27/02/2017) :
- Thomisops altus Tang & Li, 2010
- Thomisops bullatus Simon, 1895
- Thomisops cretaceus Jézéquel, 1964
- Thomisops granulatus Dippenaar-Schoeman, 1989
- Thomisops lesserti Millot, 1942
- Thomisops melanopes Dippenaar-Schoeman, 1989
- Thomisops pupa Karsch, 1879
- Thomisops sanmen Song, Zhang & Zheng, 1992
- Thomisops senegalensis Millot, 1942
- Thomisops sulcatus Simon, 1895

## Publication originale
- Karsch, 1879 : Über ein neues Laterigraden-Geschlecht von Zanzibar. Zeitschrift für die Gesammten Naturwissenschaften, Berlin, vol. 52, p. 374-376.